# Baton I.
Baton I. ali Baton Dezitijat, ilirski vojskovodja, vodja velike ilirske vstaje proti Rimljanom leta 6-9  n. št..

## Življenjepis
Rojen je bil verjetno med letoma 35 in 30 pr. n. št. v plemenu Dezitijatov, ki so naseljevali sedanjo osrednjo Bosno. Dezitijati so bili od leta 33 pr. n. št. pod rimsko oblastjo in imeli status svobodnih provincialnih podložnikov (civitas peregrini). Spadali so v provinco Ilirik z glavnim mestom Salona ob jadranski obali. Baton je bil verjetno član ugledne družine in morda vojaški in politični predstavnik (princeps). 

## Vstaja
Leta 6 so Rimljani nameravali napasti Markomane, zato je cesar Avgust ukazal mobilizacijo ilirskih pomožnih vojaških enot. Spomladi istega leta so se ilirske čete v Bosni z Batonom na čelu uprle. Kmalu zatem so se uprli tudi Brevki, katerih vodja se je tudi imenoval Baton. Obe sili sta se jeseni leta 6 združili.
Rim je nad upornike poslal 10 legij in enako število pomožnih in zavezniških enot, najemnikov in vojnih veteranov. Vrhovni poveljnik rimske vojske je bil bodoči cesar Tiberij. Ilirska vojska je brez uspeha poskušala osvojiti Salono in kmalu zatem doživela poraz v bitki z guvernerjem Ilirika Markom Valerijem Mesalo Mesalinom. Baton se je po porazu  umaknil proti severu in pridružil Brevkom. Po dveh letih vojne se Baton Brevški poleti leta 8 vdal. Baton Dezitijat ga je kmalu zatem ujel in usmrtil.  
Naslednje leto sta Tiberij in Germanik sprožila obširen napad na Dezitijate. Po bitki septembra leta 9, samo nekaj dni pred bitko v Tevtoburškem gozdu, se je Baton s svojimi Dezitijati vdal Tiberiju. Na Tiberijevo vprašanje, zakaj se je uprl, je baje odgovoril: "Za upor ste krivi Rimljani, ker za čuvanje svojih čred niste poslali pastirjev in psov, ampak volkove".
Baton je do svoje smrti živel v ujetništvo v Raveni.